# Martijn Budding
Martijn Budding, né le 31 août 1995 à Veenendaal, est un coureur cycliste néerlandais.

## Biographie
Au mois de juillet 2019, il termine dixième du Grand Prix Pino Cerami remporté par le Français Bryan Coquard sous une chaleur caniculaire. En août, il se classe deuxième de la Veenendaal-Veenendaal Classic.

## Palmarès sur route

### Par année
- 2015
  - Tour de la province de Valence :
    - Classement général
    - 2e et 3e étapes
- 2016
  - Tour du Limbourg
  - 1re étape de la Ronde de l'Oise
  - 6e étape de l'Olympia's Tour
  - 3e du championnat des Pays-Bas sur route espoirs
- 2019
  - International Tour of Rhodes : 
    - Classement général
    - 2e étape

  - 1re étape secteur b du Tour de la Mirabelle
  - 1re (contre-la-montre par équipe) et 3e étapes du Kreiz Breizh Elites
  - 2e du Tour d'Overijssel
  - 2e du Kreiz Breizh Elites
  - 2e de la Veenendaal-Veenendaal Classic
- 2021
  - 3e du Dorpenomloop Rucphen
- 2022
  - 2e du Ronde van de Achterhoek
- 2023
  - 2e de Ster van Zwolle
  - 2e du Ronde van de Achterhoek

### Classements mondiaux
| Année                                 | 2016  | 2017 | 2018 | 2019 | 2020  | 2021 | 2022  | 2023 | 2024  |
| ------------------------------------- | ----- | ---- | ---- | ---- | ----- | ---- | ----- | ---- | ----- |
| Classement mondial                    | 1288e | 821e | 996e | 186e | 1275e | 453e | 1175e | 469e | 1949e |
| UCI Europe Tour                       | 884e  | 518e | 617e | 153e | 977e  | 372e | 820e  | nc   | nc    |
|                                       |       |      |      |      |       |      |       |      |       |
| Légende : nc = non classéSource : UCI |       |      |      |      |       |      |       |      |       |

## Palmarès en cyclo-cross
- 2012-2013
  - 2e du championnat des Pays-Bas de cyclo-cross juniors
  -  Médaillé d'argent du championnat du monde de cyclo-cross juniors
  - 4e du championnat d'Europe de cyclo-cross juniors
- 2015-2016
  - 2e du championnat des Pays-Bas de cyclo-cross espoirs